# Il fiume (album Garbo)
Il fiume è un album discografico in studio del cantautore italiano Garbo, pubblicato nel 1986.
Dal disco sono stati tratti i singoli Il fiume e Per te.

## Tracce
1. Il fiume – 4:39
2. Strade su strade – 3:28
3. Per te – 4:27
4. La stoffa giusta – 6:41
5. Luci sull'asfalto – 3:40
6. Take Your Beat – 5:08
7. MCMLXIX – 3:44
8. And the Show Goes on – 5:33

## Formazione
- Garbo – voce, tastiera
- Mauro Paoluzzi – chitarra, tastiera
- Piero Cairo – tastiera
- Maurizio Preti – percussioni
- Pier Michelatti – basso
- Lele Melotti – batteria
- Aldo Banfi – tastiera
- Dino D'Autorio – basso
- Demo Morselli – tromba
- Amedeo Bianchi – sax
- Claudio Pascoli – sax
- Linda Wesley, Naimy Hackett, Malcolm McDonald – cori